# Enlèvement de Kim Dae-jung
L'enlèvement de Kim Dae-jung, principal opposant à la dictature sud-coréenne de Park Chung-hee, qui venait de réformer la Constitution afin de renforcer ses pouvoirs, eut lieu le 8 août 1973 à Tokyo (Japon). Kim Dae-jung, qui devint par la suite prix Nobel de la paix et président de la Corée du Sud en 1998, fut sauvé in extremis d'un assassinat organisé par la KCIA, les services secrets sud-coréens, grâce à l'intervention de deux diplomates américains, l'ambassadeur Philip Habib et le fonctionnaire du département d'État Donald L. Ranard, qui agirent de leur propre initiative malgré la ligne officielle du gouvernement Nixon, appuyée par Kissinger, qui privilégiait le soutien aux dictatures anti-communistes à la défense des droits de l'homme.

## Contexte
Peu avant l'élection présidentielle de 1971, le président autoritaire Park Chung-hee avait réformé la Constitution afin de lui permettre de briguer un troisième mandat. Kim Dae-jung, principale figure de l'opposition, représentait alors le Parti démocratique. Il fut battu de peu par Park Chung-hee, qui remporte l'élection, marquée par les fraudes et la pression policière exercée contre l'opposition, par un peu moins d'un million de voix. 
Malgré sa victoire, Park Chung-hee continuait à voir en Kim Dae-jung une menace en raison de ses appels à la démocratie. Peu de temps après l'élection, une tentative d'assassinat, maquillée en accident de la circulation, visa l'opposant, qui fut par la suite handicapé de la hanche. Kim Dae-jung s'exila alors au Japon, d'où il organisa un mouvement pour la démocratie basé au Japon et aux États-Unis.

## Enlèvement et sauvetagein extremis
Le 8 août 1973, vers midi, Kim Dae-jung assistait à une réunion avec le leader du Parti démocratique d'unification, dans la chambre 2212 de l'hôtel Grand Palace de Tokyo (en), à Chiyoda.
En sortant de la chambre, il fut enlevé (13 h 19) par un groupe d'agents non identifiés. Mené de force dans la chambre vide 2210, il fut drogué afin d'être mis en état d'inconscience, puis transféré à Osaka. 
On le mit alors dans un bateau pour la haute mer. Les ravisseurs, liés à la KCIA (Korean Central Intelligence Agency, très proche de la CIA), avaient comme mission de l'assassiner. Il fut ainsi enchaîné avec des blocs de béton, prêt à être envoyé par les fonds (selon la fameuse technique des « crevettes Bigeard »).
Kim Dae-jung fut sauvé in extremis grâce à l'intervention de l'ambassadeur américain, Philip Habib,.
On apprit en effet les circonstances précises de son sauvetage que dans les années 2000, la version officielle antérieure affirmant simplement qu'il avait été sauvé grâce à la pression des États-Unis et à l'indignation de l'opinion publique japonaise,. L'ambassadeur Habib, qui devint par la suite premier adjoint de Kissinger et tenta de s'opposer résolument à la mise en place de la « phase 3 » (assassinats à l'extérieur) de l'opération Condor, en août 1976, avait appris par ses contacts (et ceux de la CIA au sein de la KCIA) que l'agence sud-coréenne avait organisé l'enlèvement, ce qui lui avait été confirmé par Donald Gregg, chef de poste de la CIA à Séoul. 
À l'époque, le gouvernement Nixon avait comme position officielle de ne pas embêter le régime de Park Chung-hee au sujet des droits de l'homme ,. Deux responsables américains prirent toutefois l'initiative, d'eux-mêmes, d'émettre des pressions sur le gouvernement de Park Chung-hee afin d'obtenir la vie sauve de Kim Dae-jung,.
Aussi, dès la disparition de Kim Dae-jung à Tokyo, l'ambassadeur Habib convoqua tous les représentants de l'ambassade et leur ordonna de contacter chacun les responsables sud-coréens afin de leur exercer un message ferme, qu'Habib lui-même transmit au Premier ministre, le n°2 du gouvernement de Park Chung-hee, pour l'avertir : « Si Kim ne ressort pas vivant, vous aurez de graves ennuis,. » 
Donald L. Ranard, spécialiste de la Corée du Sud au Département d'État à Washington, D.C., et son assistant Wes Kriebel, écrivirent un communiqué, selon lequel les États-Unis « déploraient » l'enlèvement, qualifié d'« acte de terrorisme »,. Tout double langage de l'administration Nixon (comme celui qui eut lieu vis-à-vis de Pinochet et de l'opération Condor) aurait en effet suscité une réaction indifférente de Séoul,. Le communiqué invitait Kim Dae-jung aux États-Unis, demandant sa « libération immédiate »,.
Selon le fils de Donald L. Ranard,, le fait que le communiqué ait été publié doit probablement être attribué à une erreur d'attention de la part de la hiérarchie du Département d'État, voire à une possible décision de son père de court-circuiter celle-ci et de le publier lui-même sans autorisation préalable,. Donald A. Ranard déclare ainsi :
«  Le récit [officiel] de l'enlèvement est correct, mais attribuer la survie de Kim au gouvernement américain est trompeur. Kim n'a pas été sauvé par le gouvernement américain ; il a été sauvé par une paire de diplomates américains agissant de leur propre initiative, sans accord de la part de leur gouvernement - un gouvernement dont la politique vis-à-vis de la Corée a pu contribuer en premier lieu aux malheurs de Kim »
Kim Dae-jung fut ainsi libéré quelques instants avant d'être assassiné, et on le trouva, hagard, errant à Séoul cinq jours plus tard,. Il fut alors assigné à résidence, et ensuite emprisonné plusieurs années.

## Enquête du NIS
Le National Intelligence Service fit une enquête interne, qu'elle rendit publique le 24 octobre 2007, qui lui fit conclure que la KCIA, sa prédécesseure, avait bien organisé l'enlèvement de Kim Dae-jung, avec au moins l'appui tacite du dictateur Park Chung-hee ,.

## Fiction
Un film coréen de 2002, KT, dépeint cet événement de la guerre froide.